# Armenia bagrátida
El reino bagrátida de Armenia, también conocido como Armenia bagrátida (en armenio: Բագրատունյաց Հայաստան Bagratunyats Hayastan o Բագրատունիների թագավորություն, Bagratunineri t’agavorut’yun, 'reino de los Bagratunis'), fue un estado independiente establecido por Ashot I Bagratuni a comienzo de los años 880, después de casi dos siglos de dominación extranjera de la Gran Armenia bajo el gobierno de las dinastías árabes omeya y abasí. Estando las dos potencias contemporáneas de la región, los abasíes y los bizantinos, demasiado preocupadas por concentrar sus fuerzas en someter a los pueblos de la región y con la disipación de varias familias nobles najarar armenias, Ashot fue capaz de afirmarse como la figura principal de un movimiento para expulsar a los árabes de Armenia. Ashot, de la familia Bagratuni, se declaró independiente en la ciudad fortificada de Ani. El califa, cansado de las veleidades de sus turbulentos protegidos, envió contra Armenia al general turco Baga al Qáhir en el año 852, que saqueó el país. Ani siguió manteniéndose inexpugnable.
El prestigio de Ashot aumentó cuando fue cortejado por líderes tanto bizantinos como árabes ansiosos por mantener un estado tapón cerca de sus fronteras. El Califato reconoció a Ashot como «príncipe de príncipes» en 861 (o 862) y, más tarde, en 884 o 885, tras la guerra contra los emires árabes vecinos, lo fue como rey de Armenia. el emperador de Constantinopla lo hizo en el año 885. Después de más de 450 años de ocupación extranjera, los armenios finalmente reafirmaron su soberanía en las tierras de sus antepasados.
El establecimiento del reino bagrátida condujo más adelante, pese a los esfuerzos bagrátidas por controlar a todas las familias nobles de Armenia, a la fundación de varios principados y reinos armenios: Taron, Vaspurakan, Kars, Jachén y Syunik. La unidad entre todos estos estados era a veces difícil de mantener mientras bizantinos y árabes no perdían la ocasión para explotar la situación interna del reino para sus propios intereses. Bajo el reinado de Ashot III, se trasladó la capital desde Kars a Ani, que se transformó en un centro económico y cultural floreciente, una de las ciudades más prestigiosas y ricas de Oriente, cada vez más embellecida y fortificada hasta ser conocida como la «ciudad de las cuarenta puertas y las 1001 iglesias». Ashot III permitió la independencia de la provincia de Kars en el año 962.
La primera mitad del siglo XI vio el declive y el colapso final del reino. Durante el gobierno de Hovhannes-Smbat III (1020-1042), surgió una gran división interna, coincidiendo con la llegada a sus fronteras de las hordas turcas. Con la serie de victorias del emperador Basilio II en las partes anexionadas del suroeste de Armenia, el rey se sintió obligado a ceder sus tierras y en 1022 prometió entregar su reino a los bizantinos después de su muerte. Sin embargo, después de la muerte de Hovhannes-Sembat en 1041, su sucesor, Gagik, hijo de su hermano Ashot, se negó a entregar Ani y la resistencia continuó hasta 1045, cuando su reino, plagado de amenazas internas y externas, fue finalmente tomado por las fuerzas bizantinas. Después, en 1064, sucumbió ante los turcos selyúcidas. Solamente resistió a estos el reino de Lori, protegido por su situación geográfica. Con la caída de Ani, el espíritu de independencia de Armenia se refugió en el reino armenio de Cilicia.

## Historia

### Antecedentes

Emirato de Armenia bajo el dominio árabe, antes del establecimiento de la dinastía bagrátida.

El debilitamiento del Imperio sasánida durante el siglo VII condujo al surgimiento de otra potencia regional, los árabes musulmanes. Los árabes omeyas habían conquistado vastas extensiones de territorio en el Medio Oriente y, volviéndose hacia el norte, comenzaron a lanzar incursiones periódicas al territorio de Armenia en 639. Teodoro Rshtuni, el Curopalates armenio, firmó un tratado de paz con el Califato, aunque la guerra continuó entre árabes y bizantinos lo que pronto llevó a una mayor destrucción en toda Armenia. En 661, los líderes armenios acordaron someterse al gobierno musulmán, mientras que los árabes debían reconocer a Grigor Mamikonian, najarar —«primer nacido», un título hereditario en Armenia— de la poderosa familia Mamikonián como ishkhan (o príncipe) de Armenia. Conocida como Emirato de Armenia, con su capital en Dvin, la provincia estaba encabezada por un ostikan, o gobernador.
Sin embargo, el dominio omeya en Armenia creció en crueldad a principios del siglo VIII. Las revueltas contra los árabes se extendieron por toda Armenia hasta 705, cuando bajo el pretexto de reunirse para las negociaciones, el ostikan árabe de Najicheván masacró a casi toda la nobleza armenia. Los árabes habían intentado conciliar con los armenios, pero la imposición de impuestos más altos, el empobrecimiento del país debido a la falta de comercio regional, y la preferencia de los Omeyas por la familia Bagratuni sobre los Mamikonián hicieron eso difícil de lograr. Aprovechando el derrocamiento de los omeyas por los Abásidas, una segunda rebelión fue concebida aunque también fracasó en parte debido a la mala relación entre las familias Bagratuni y Mamikonián. El fracaso de la rebelión también resultó en la casi desintegración de la casa Mamikonián que perdió la mayor parte del territorio que controlaba (los miembros de la casa Artstruni pudieron escapar y establecerse en Vaspurakan).
Una tercera y última rebelión, derivada de agravios similares a la segunda, se inició en 774 bajo el liderazgo de Mushegh Mamikonian y con el apoyo de otros najarar. Los abasíes, sin embargo, marcharon sobre Armenia con un ejército de 30 000 hombres y aplastaron decisivamente la rebelión y a sus instigadores en la batalla de Bagrevand el 24 de abril de 775, dejando un vacío que, la única familia que permaneció intacta, los Bagratunis, acabarían por llenar.

### Ascenso de los Bagrátidas
La familia Bagratuni hizo todo lo posible por mejorar sus relaciones con los califas abasíes desde que asumieron el poder en 750. Los Abasíes siempre trataron las propuestas de la familia con suspicacia, pero a principios de la década de 770 los Bagratunis se los habían ganado y la relación entre ambos mejoró mucho: los miembros de la familia Bagratuni pronto fueron vistos como líderes de los armenios en la región. Después del final de la tercera rebelión, en la que los Bagratunis sabiamente habían elegido no participar, y de la dispersión de varias de las casas principescas, la familia se quedó sin ningún rival de importancia. Sin embargo, cualquier oportunidad inmediata para tomar el control total de la región se complicó con la inmigración árabe a Armenia y con el nombramiento del califa de emires para gobernar en los distritos administrativos recién creados (emiratos). Afortunadamente para los armenios, el número de árabes que residían en Armenia nunca aumentó como para formar una mayoría ni los emiratos estaban completamente subordinados al califa. Como observa el historiador George Bournoutian, «esta fragmentación de la autoridad árabe brindó la oportunidad para el resurgimiento» de la familia Bagratuni encabezada por Ashot Msaker (el comedor de carne).
Ashot comenzó a anexionarse las tierras que anteriormente pertenecían a los Mamikonian y activamente hizo campaña contra los emires como una señal de su lealtad al Califato, que en 804 le otorgó el título de ishkhan. Tras su muerte en 826, Ashot legó su tierra a dos de sus hijos: el mayor, Bagrat Bagratuni recibió Taron y Sasun y heredó el prestigioso título de ishkhanats ishkhan, o príncipe de príncipes, mientras que su hermano, Smbat el Confesor, se convirtió en el sparapet de Sper y Tayk.
Los hermanos, sin embargo, fueron incapaces de resolver sus diferencias ni pudieron formar un frente unificado contra los musulmanes. Una nueva rebelión armenia contra el dominio árabe estalló en 850 liderada por Bagrat y Ashot Artsruni de Vaspurakan, pero al igual que las rebeliones anteriores, fracasó: un ejército árabe dirigido por el general turco Baga al Qáhir capturó a Bagrat, Smbat y otros príncipes armenios y brutalmente sofocó la rebelión.

### Establecimiento del reino

Ascenso del reino de Armenia bajo la dinastía bagrátida.

La suerte de armenia cambió en 867 con el ascenso del emperador armenio de Bizancio, Basilio I, cuyas exitosas campañas militares contra los árabes debilitaron definitivamente el dominio abasí en Armenia. En 857, Sembat había sido sucedido por su hijo Ashot I, quien adoptó un enfoque mesurado para retomar gradualmente los territorios anteriormente ocupados por los árabes. Asumió el título de príncipe de príncipes en 862 y nombró a su hermano Abas sparapet, cuando comenzaron a expulsar a los árabes de su base en Tayk. Sus esfuerzos iniciales para expulsar al ostikan de Armenia fallaron, aunque esto no lo disuadió de aprovechar la rivalidad bizantino-árabe.
Al principio, fue cortejado por un Bizancio desesperado por asegurar su flanco oriental a fin de dirigir toda su fuerza contra los árabes; aunque Ashot reconoció su lealtad al imperio, los líderes bizantinos continuaron su petición de largo tiempo de que la Iglesia armenia hiciese concesiones religiosas a la Iglesia Ortodoxa Oriental. Se convocó un sínodo de líderes de la iglesia armenia y se envió a Constantinopla una carta plagada de ambigüedades que pudo sustentar un acuerdo temporal entre ambas iglesias. En cualquier caso, las diferencias religiosas importaban poco a los bizantinos en consideración a la amenaza que los árabes seguían planteando. En 884, el califa Al-Mu'tamid, reaccionando a las demandas de los príncipes y líderes religiosos armenios y, lo que es más importante, a los riesgos de seguridad al permitir que Armenia cayese bajo la órbita bizantina, envió una corona a Ashot, reconociéndolo como rey. Este acto no pasó desapercibido a Basilio que de manera similar envió otra corona a Ashot. Ashot trasladó su trono a la ciudad-fortaleza de Bagaran y fue allí donde se celebró su ceremonia de coronación en algún momento en 884 u 885.
Así restauró Ashot la monarquía armenia y se convirtió en el primer rey de Armenia desde 428. Se aseguró el favor de los bizantinos y de los árabes, pero finalmente mostró lealtad a Basilio y decidió concluir una alianza con los bizantinos en 885. Ashot no era el único príncipe armenio de la región (existían otros principados en Syunik, Vaspurakan y Taron), pero él contaba con el apoyo total de los otros príncipes que reconocieron su autoridad al convertirse en rey. Con su estatus de rey, su autoridad también se trasladó a los estados vecinos de Georgia, Albania caucásica y varios de los Emiratos Árabes. El reinado de Ashot fue breve y tras su muerte, en 890, fue sucedido por su hijo Smbat I.

#### Smbat I

El reino de Vaspurakan, formado en 908.

Smbat I fue coronado rey en 892, tras un breve intento por parte de su tío Abas de interrumpir su sucesión al trono. Smbat continuó con la política de su padre de mantener relaciones cordiales con Bizancio, pero se mantuvo atento a los temores de los árabes sobre la alianza armenio-bizantina. Hablando con el ostikan árabe Muhammad Ibn Abi'l-Saj (Afshin), Smbat lo convenció de que la alianza no solo sería para el beneficio doble de Bizancio y Armenia, sino que también funcionaría para el favor económico de los árabes. Smbat también logró una gran victoria cuando el 21 de abril de 892, recuperó la histórica ciudad de Dvin a los árabes.
Los éxitos de Smbat pronto se detuvieron cuando Afshin decidió que no podía tolerar a una poderosa Armenia tan cerca de sus dominios. Retomó Dvin y logró tomar a la esposa de Smbat como rehén hasta que la liberaron a cambio del hijo y sobrino de Smbat. Las guerras contra Armenia continuaron incluso después de la muerte de Afshin en 901, cuando su hermano Yúsuf ibn Abi 'l-Saŷ se convirtió en ostikan de Armenia. Mientras que el reinado de Yusuf no fue completamente hostil, Smbat cometió una serie de errores que llevaron a varios de sus aliados a darle la espalda: al tratar de aplacar a su aliado oriental, Smbat de Syunik, cediéndole la ciudad de Najicheván, Smbat inadvertidamente condujo a Gagik Artsruni de Vaspurakan a los brazos de Yusuf ya que la ciudad era parte de los dominios de Gagik. Yusuf aprovechó este enfrentamiento otorgando a Gagik una corona en 908, convirtiéndolo así en el rey Gagik I de Vaspurakan y creando un estado armenio opuesto al dirigido por Smbat.
Cuando Yusuf comenzó una nueva campaña contra Smbat junto con Gagik en 909, ni los bizantinos ni el califa enviaron ayuda a Smbat; varios príncipes armenios también optaron por retener su apoyo. Aquellos que se aliaron con Smbat fueron tratados brutalmente por el poderoso ejército de Yusuf: el hijo de Smbat, Mushegh, su sobrino Smbat Bagratuni y Grigor II de Syunik fueron envenenados. El ejército de Yusuf devastó el resto de Armenia mientras avanzaba hacia la fortaleza Azul, donde se había refugiado Smbat, sitiándola durante un tiempo. Smbat finalmente decidió rendirse a Yusuf en 914 con la esperanza de terminar con el ataque árabe; Yusuf, sin embargo, no mostró compasión hacia su prisionero mientras torturaba al rey armenio hasta la muerte y mostraba su cuerpo decapitado en una cruz en Dvin.

#### Resurgimiento bajo Ashot Yerkat
La invasión de Yusuf había dejado el reino en ruinas y este hecho resonó entre los príncipes armenios que quedaron horrorizados al presenciar la brutalidad del ostikan árabe. Gagik estaba especialmente conmocionado y pronto renegó de su lealtad hacia Yusuf y comenzó a luchar contra él. Con Yusuf distraído por la resistencia puesta por su antiguo aliado, el hijo de Smbat, Ashot II, sintió que era apropiado asumir el trono de su padre. Ashot de inmediato comenzó a expulsar a los musulmanes de sus dominios. El apoyo a Ashot también llegó del oeste: la emperatriz bizantina Zoe había visto cómo la invasión árabe de Armenia se desarrollaba con consternación, por lo que ordenó al patriarca Nicolás el Místico que escribiera una carta oficial al Catholicós armenio para formar una nueva alianza con Armenia. El Catholicós respondió amistosamente y, en 914, Ashot aceptó una invitación de Zoe para visitar Constantinopla. Allí, Ashot fue bien recibido, y se creó una fuerza bizantina para ayudar a Armenia a derrotar a los árabes. La fuerza que acompañaría a Ashot, liderada por el doméstico de las escuelas León Focas el Viejo, marchó al año siguiente a lo largo del Alto Éufrates, entrando en Taron con escasa oposición de los árabes.

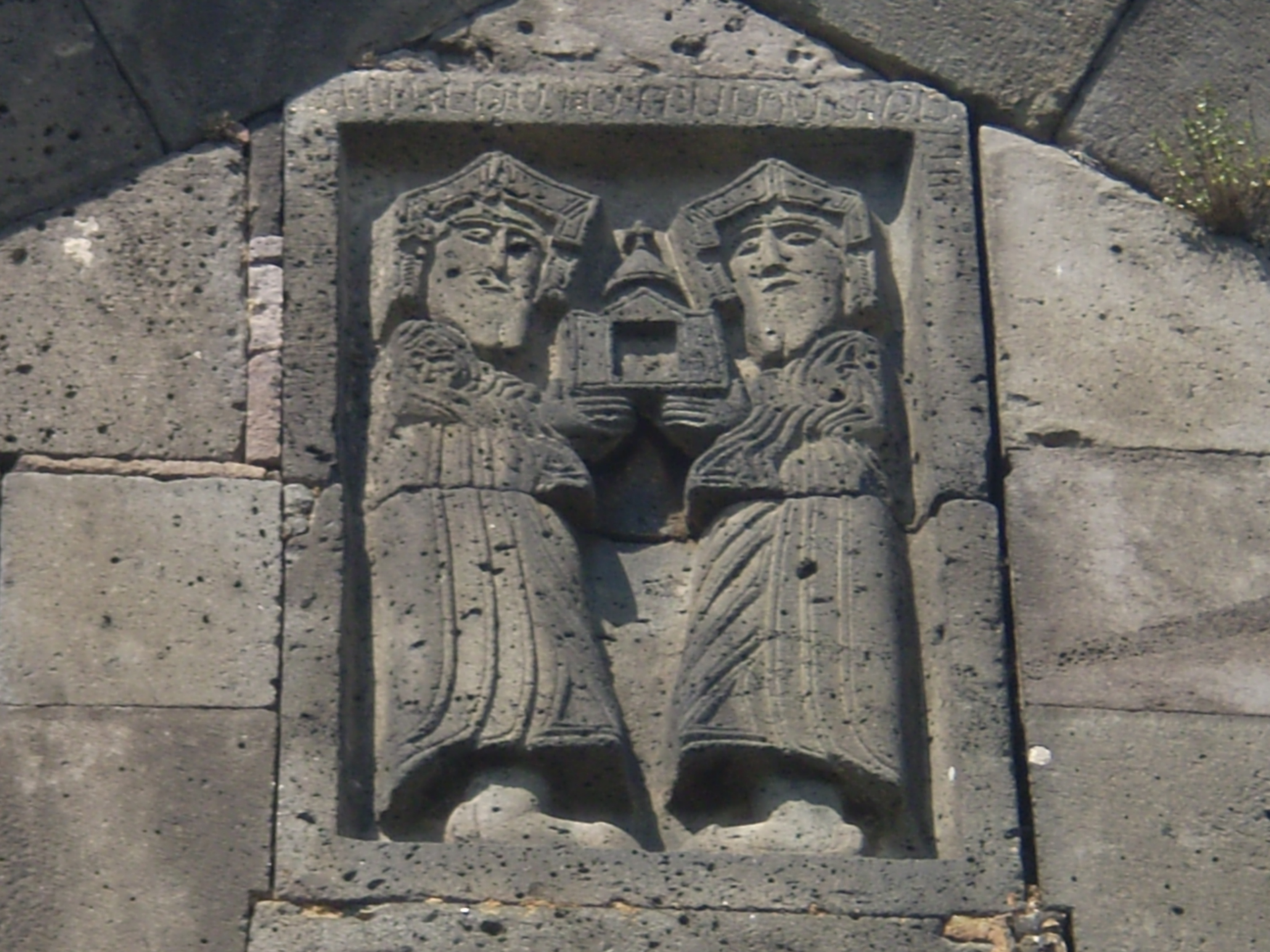
Relieves excavados de Smbat y Gurgen Bagratuni, patronos de Sanahin y Haghpat, en Sanahin.

Mientras tanto, los esfuerzos de Yusuf por aplastar a Gagik habían fracasado miserablemente; en cambio, Yusuf dirigió su atención a Ashot e intentó debilitar su posición coronando al primo de Ashot, Ashot Shapuhyan, rey de Armenia. Los ejércitos de Ashot Shapuhyan y Yusuf, sin embargo, no pudieron detener el avance bizantino, que no llegó a capturar Dvin debido a la llegada del invierno. Sin embargo, la fuerza había devuelto a Ashot a una posición poderosa en Armenia y logró infligir fuertes bajas contra los árabes. Esto aún dejó a Ashot, el antirrey, en control de Dvin y la guerra civil se prolongó desde 918 hasta 920, cuando el pretendiente finalmente admitió la derrota. También tuvieron lugar numerosas rebeliones en Armenia, pero Ashot fue capaz de sofocar cada una de ellas. En 919, Yusuf instigó una rebelión fallida contra el califa y fue reemplazado por un ostikan mucho mejor dispuesto, Subuk. Subuk reconoció a Ashot como el gobernante legítimo de Armenia y le otorgó el título de Shahanshah, o «rey de reyes».
Irónicamente, los bizantinos se angustiaron con las estrechas relaciones de Ashot con los árabes y enviaron una nueva fuerza bajo el mando del Doméstico de las Escuelas armenio Juan Curcuas para interrumpir la posición de Ashot como rey y apoyar a los rebeldes que luchaban contra él. En 928, Curcuas llegó a Dvin en un intento fallido de capturar una ciudad que estaba defendida tanto por los árabes como por Ashot. En 923, el Califa, enfrentando problemas internos, liberó a Yusuf, que viajó de regreso a Armenia para desatar su furia contra Armenia y especialmente contra Gagik I. Comenzó a exigir tributo a los gobernantes armenios, pero se enfrentó a una resistencia considerable de Ashot II. Una y otra vez, Ashot pudo enfrentar y derrotar a los ejércitos árabes enviados contra él durante varios años. Finalmente, en 929, Yusuf murió y se produjo una inmensa lucha de poder entre las familias rivales iraníes y kurdas en Azerbaiyán, reduciendo así la amenaza árabe a Armenia. El emperador bizantino Romano Lecapeno también dirigió su atención desde el este para luchar contra los árabes en Siria. Los esfuerzos de Ashot por preservar y defender el reino le valieron el epíteto de «Yerkat» ('Hierro'); murió en 929 y fue sucedido por su hermano, Abas I.

#### Estabilidad bajo Abas
El reinado de Abas I se caracterizó por un período inusual de estabilidad y prosperidad del que Armenia no había disfrutado durante décadas. Estableció la capital en la ciudad-fortaleza de Kars y logró numerosos éxitos tanto en el frente nacional como en el extranjero. En el mismo año en que se convirtió en rey, Abas viajó a Dvin, donde logró convencer al gobernador árabe de liberar a varios rehenes armenios y devolver el control del palacio pontificio a Armenia. El conflicto con los árabes también aminoró, con la excepción de una derrota militar sufrida por Abas cerca de la ciudad de Vagharshapat. Era mucho menos conciliatorio con los bizantinos, que habían demostrado repetidamente su poca fiabilidad como aliados atacando y anexionando territorios armenios. Afortunadamente para él, el emperador Romano Lecapeno estaba más enfocado en luchar contra los Hamdánidas, dejando a Abas virtualmente libre para conducir sus políticas sin obstáculos extranjeros.
Otra amenaza extranjera que Abas enfrentó con firmeza fue una invasión del rey Ber del reino de Abjasia en 943: se había completado una nueva iglesia en Kars bajo las órdenes de Abas y antes de su consagración, Ber había aparecido con un ejército junto al río Araxes, demandando que la nueva iglesia fuese consagrada bajo el rito de Calcedonia. Abas se negó a hacer concesiones y emboscó a las fuerzas de Ber en un asalto al amanecer. Hubo varias escaramuzas más, en las que Ber finalmente fue capturado por los hombres de Abas. Abas llevó al rey a su nueva iglesia y le dijo que nunca más volvería a verlo, cegándolo y enviándolo de regreso a Abjasia.
Abas murió en 953, dejando su reino a sus dos hijos, Ashot III y Mushegh.

#### Edad de oro de Armenia
La investidura oficial de Ashot III como rey de Armenia tuvo lugar en 961, después de la reubicación de la Santa Sede en Argina, cerca de la ciudad de Ani. Asistieron varios contingentes del ejército armenio, 40 obispos, el rey de la Albania caucásica, así como el Catholicós Ananin Mokatsi, que coronó al rey con el título de shahanshah. Ese mismo año, Ashot trasladó la capital de Kars a Ani. Los reyes Bagratuni nunca habían elegido una ciudad para instalarse, alternando desde Bagaran a Shirakavan y a Kars. Kars nunca llegó a un estatus en el que pudiera convertirse en capital y Dvin fue ignorada del todo, dada su proximidad a los emiratos hostiles. En cambio, las defensas naturales de Ani se adecuaban bien al deseo de Ashot de asegurar un área que pudiera resistir el asedio y estuviera en una ruta comercial que pasaba de Dvin a Trebisonda.

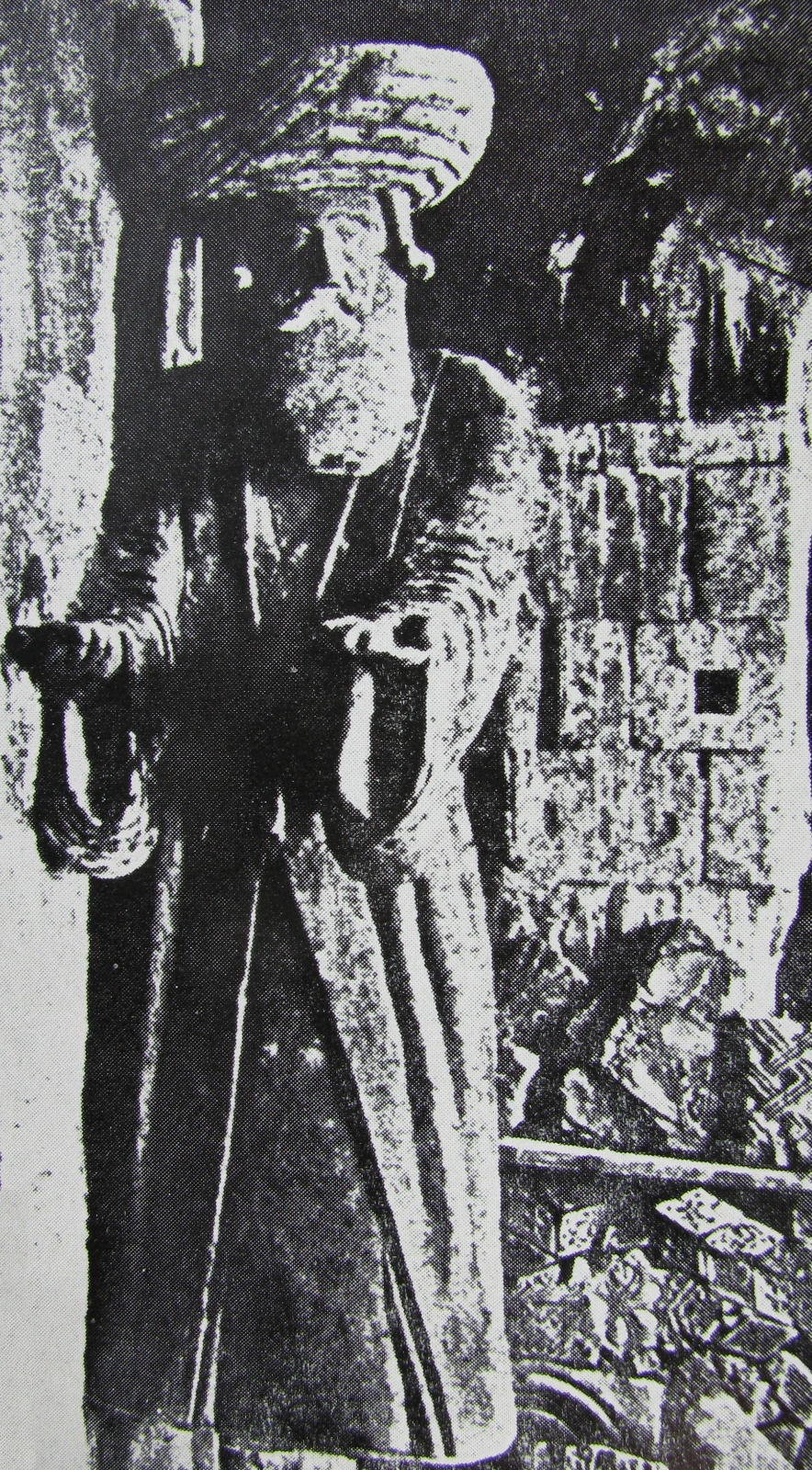
Una estatua del rey Gagik I que originalmente sostenía una maqueta de la iglesia de San Gregorio.

Debido a esta ruta comercial, la ciudad rápidamente comenzó a crecer y se convirtió en el principal centro político, cultural y económico de Armenia. Los comerciantes y la población de la ciudad establecieron tiendas, mercados, talleres, posadas, mientras que la élite nakharar pasó a patrocinar la construcción de magníficas mansiones y palacios. La construcción también se complementó con la propia filantropía del rey Ashot, incluida la construcción de las famosas murallas "Ashotashen", monasterios, hospitales, escuelas y casas de beneficencia (su esposa Khosrovanush también fundó los complejos del monasterio de Sanahin en 966 y Haghpat en 976). El patrocinio de Ashot de la construcción de todos esos edificios le valió el sobrenombre de "Olormadz" o "el Misericordioso". Ashot también tuvo mucho éxito en asuntos exteriores. Cuando un ejército bizantino dirigido por el emperador bizantino Juan I Tzimisces entró en Taron en 973, supuestamente para vengar la muerte de su doméstico asesinado a manos de los árabes en Mosul, Ashot movilizó a un ejército de 80 000 hombres para forzar su retirada. Al año siguiente, concluyó una alianza con Tzimisces y envió 10 000 armenios para hacer campaña con el emperador contra los emiratos musulmanes en Alepo y Mosul. Ashot también intentó sin éxito capturar Dvin al emir shaddádida en 953. La mantuvo bajo asedio durante un tiempo, pero se vio obligado a levantarlo después de encontrar la ciudad demasiado bien defendida.

##### Sub-reinos

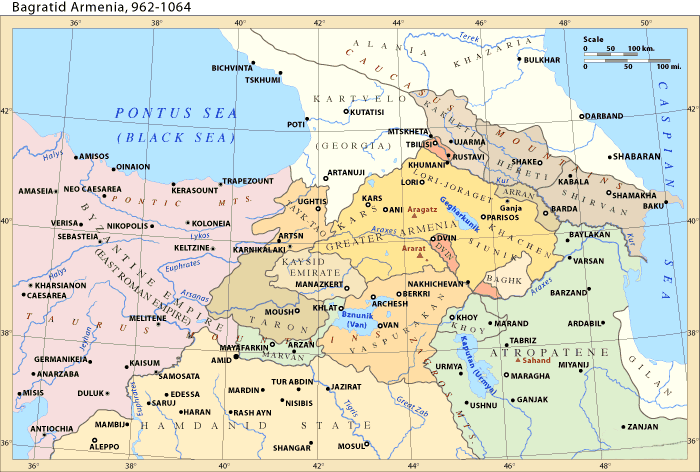
La Armenia bagrátida y estados armenios vecinos de Vaspurakan, Taron, Syunik-Baghk, Jachén], etc.

Un nuevo fenómeno que comenzó bajo el reinado de Ashot III, y continuó bajo sus sucesores, fue el establecimiento de sub-reinos en toda Armenia. Ashot III había enviado a su hermano Mushel I a gobernar en Kars (Vanand) y le había permitido usar el título de rey. El distrito administrativo de Dzoraget, cerca del lago Sevan, fue entregado al hijo de Ashot, Gurgen, el progenitor del linaje kyuríkida, en 966, que más tarde asumiría el título de rey. La proliferación de tantos reinos funcionaba en beneficio de Armenia, siempre y cuando el rey en Ani permaneciera fuerte y mantuviera su hegemonía sobre los otros reyes. Por el contrario, los reyes, así como sus respectivos obispos, que reclamarían la posición de Catholicós y formularían sus propias doctrinas, comenzarían a poner a prueba los límites de su autonomía.

#### Progreso bajo Smbat y Gagik
Esta edad próspera que Armenia vivió continuó bajo el reinado del hijo y sucesor de Ashot, Smbat II. Ani había crecido tanto en el momento del ascenso de Smbat en 977, que un segundo conjunto de murallas, conocidas como las murallas de Smbatashen, fue ordenado construir por el nuevo rey.

#### Disminución e invasión bizantina
Los bizantinos lentamente se habían estado arrastrando hacia Armenia en la última década del siglo X. Las numerosas victorias del emperador Basilio II contra los árabes y las luchas internas de estos ayudaron a despejar el camino hacia el Cáucaso. La política oficial de Constantinopla era que ningún gobernante cristiano era igual o independiente del emperador bizantino, e incluso si en ese momento estaba enmascarada por compromisos diplomáticos, el objetivo final del imperio era la anexión completa de los reinos armenios. A mediados del siglo X, el Imperio bizantino se extendía a lo largo de toda la frontera occidental de Armenia. Tarón fue la primera región armenia anexionada por el Imperio. En cierto sentido, los bizantinos consideraban a los príncipes bagrátidas de Taron como sus vasallos, ya que habían aceptado consistentemente títulos, como el de strategos, y estipendios de Constantinopla. Con la muerte de Ashot Bagratuni de Tarón en 967 (que no debe confundirse con Ashot III), sus hijos Gregorio y Bagrat cedieron su principado y el imperio lo convirtió en un thema.

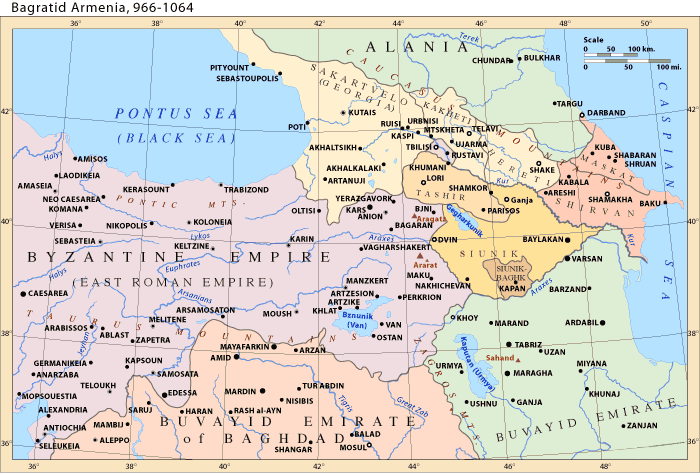
La Armenia bagrátida, anexionada por el Imperio bizantino y Syunik.

Esto fue seguido pronto por la anexión de las tierras gobernadas por el curopalates David de Tao a quien había concedido el dominio de los territorios imperiales claves en el este de Asia Menor en 979. En tres campañas en 1001, 1014, y 1021 o 1022, Karin, Manazkert, así como el propio principado hereditario de David de Tao fueron anexados al Imperio bizantino como el Thema de Iberia, con Karin (llamada Teodosiópolis por los bizantinos) como su capital.
El reino ardzruni de Vaspurakan fue anexado más tarde también. En 1003, el último gobernante del reino, Senekerim-Loan, yerno del rey Gagik I de Ani, había ignorado a sus sobrinos para convertirse en el único rey de Vaspurakan. Su gobierno se hizo aún más precario en la década de 1010 con los saqueos de varios grupos turcomanos. En 1016, Senekerim-Hovhannes le ofreció a Basilio II las tierras de Vaspurakan, incluidas 72 fortalezas y 3000-4000 aldeas, a cambio de un vasto dominio más al oeste en el territorio bizantino centrado en la ciudad de Sebastia, donde se trasladó en 1021 junto con su familia y 14 000 retenedores. Mientras tanto, Basilio II ya había enviado un ejército desde los Balcanes a Vaspurakan (que también llamaron Vasprakania, Asprakania o Media) incluso antes de la oferta de Senekerim-Hovhannes y la redujo a otro thema bizantino con Van como capital regional. Con la caída del reino Ardzruni, el poder bizantino se estableció firmemente en las tierras altas armenias, quedando solo como reinos independientes el de Ani y el Syunik Oriental y Baghk.

#### Disputas internas y caída
Después de la muerte del rey Gagik I (en 1017 o 1020), el reino se dividió entre sus dos hijos, Hovhannes-Smbat que recibió el territorio de Ani y Ashot IV el valiente que mantuvo un territorio que debería haber incluido a Dvin, pero que no pudo ocupar debido a su captura por el Shaddadid Abu'l-Aswar Shavur ibn Fadl de Gandzak. Los dos hermanos lucharon durante toda su vida. En esos días tumultuosos, enredados en disputas territoriales, Hovhannes-Sembat envió al catholicós Petros Getadarts a Bizancio para negociar un respiro parcial dejando su reino al imperio después de su muerte, debido a que no tenía descendencia. Los resultados inmediatos de esa acción son desconocidos, pero después de la muerte de ambos hermanos en 1040-1041, el nuevo emperador bizantino y sucesor de Basilio II reclamó el reino de la Armenia bagrátida. El hijo de Ashot, el joven Gagik II con el apoyo del sparapet Vahram Pahlavouni y sus seguidores, reinó solo durante dos años. A pesar de las disensiones internas dirigidas por el regente pro-bizantino Sargis Haykazn, el rey armenio pudo repeler un ataque turco. Sin embargo, posiblemente con la persuasión de Sargis, aceptó la invitación del emperador Constantino IX a Constantinopla, donde se vio obligado a ceder sus dominios al Imperio a cambio de un dominio en Licando y la ciudad de Pizu (también deletreado Bizou), en las cercanías de Cesarea. En 1044, los bizantinos invadieron dos veces Ani pero no pudieron conquistarla. En vista de esta situación calamitosa, el catholicós Petros Getadarts, que gobernaba Ani en ausencia del rey, rindió la ciudad a los bizantinos en 1045. Ani fue anexionada entonces al Thema de Iberia que fue rebautizado como "Iberia y Ani" o "Iberia y Armenia".
El rey bagrátida de Kars, Gagik-Abas, mantuvo su trono hasta después de 1064 cuando Ani cayó en manos de los turcos selyúcidas, pero incluso él se vio obligado a ceder sus tierras a los bizantinos y retirarse a Anatolia, solo para ver la ciudad de Kars capturada por los turcos en 1065. En Baghk y Syunik Oriental, solo quedaron algunas fortalezas armenias.

## Cultura y sociedad

### Gobierno
El rey tenía poderes ilimitados y era la máxima autoridad cuando se trataba de resolver cuestiones sobre asuntos internos y externos. Los príncipes y nakharars estaban directamente subordinados al rey y recibían y conservaban sus tierras solo con su permiso. Si ciertos nobles desobedecían las órdenes del rey, él tenía el derecho de confiscar sus tierras y distribuirlas a otros nobles. El concepto de derecho divino, sin embargo, no existía y la insubordinación de la élite nakharar solo podía ser igualada por la firmeza del rey mismo.

### Religión

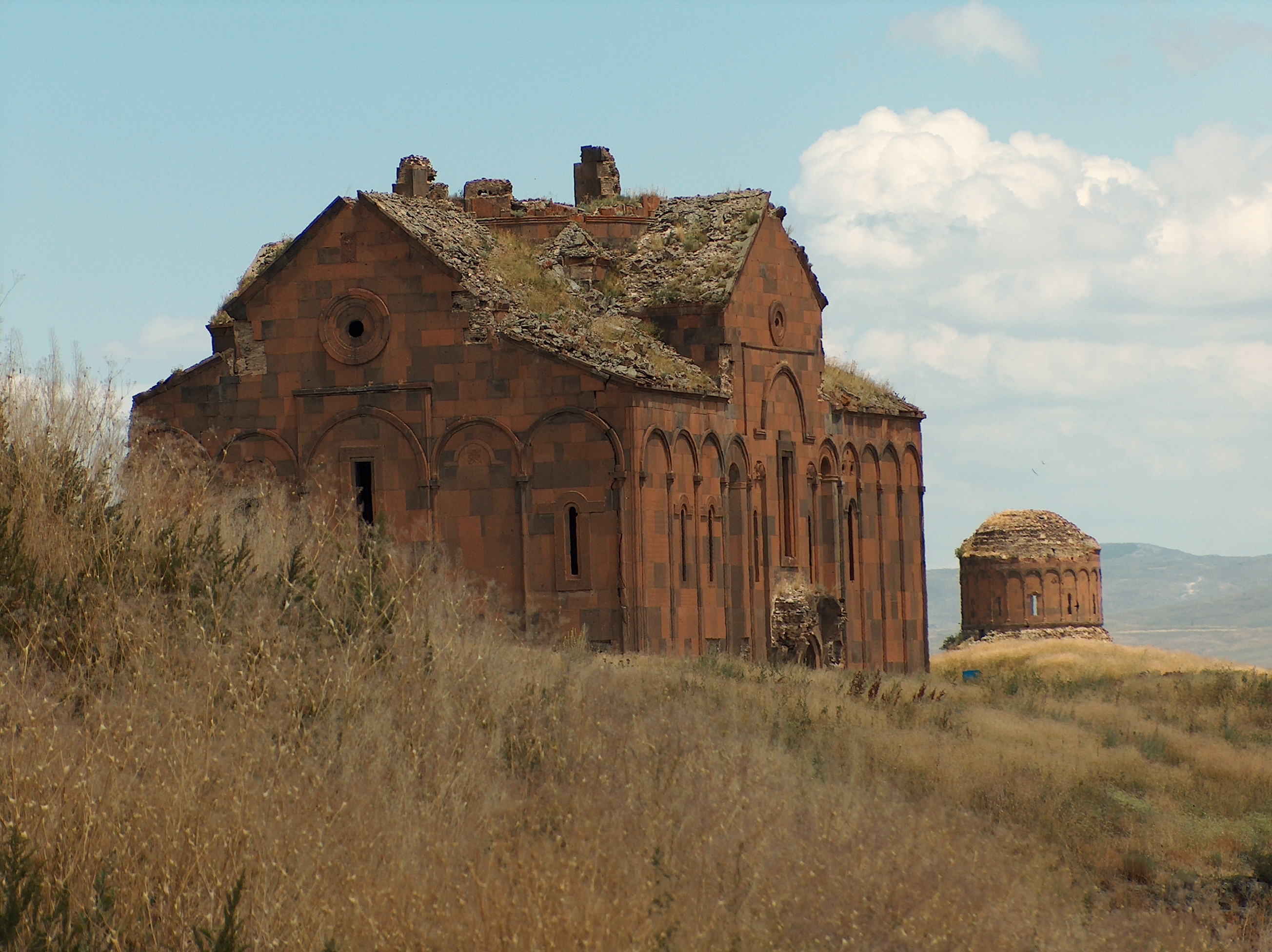
La catedral de Ani, completada en 1001 por Trdat el Arquitecto.

La mayoría de los armenios pertenecían a la Iglesia Apostólica Armenia, pero había elementos en la sociedad armenia que también se adherían a la Iglesia Ortodoxa Oriental, la religión oficial del Imperio bizantino. Bizancio exigió repetidamente la comunión con la Iglesia Armenia como requisito previo para enviar ayuda a los Bagratunis, pero la mayoría de los intentos no dieron ningún fruto.
A mediados del siglo X, un nuevo desafío interno a la autoridad de la Iglesia armenia y el reino surgió cuando los Tondrakianos experimentaron un avivamiento. Una secta cristiana antifeudal y herética que había sido aplastada por los árabes con el apoyo de la Iglesia armenia en el siglo IX, el movimiento tondrakiano atrajo a muchos seguidores durante este período. Ashot III se había dado cuenta del peligro que representaban los tondrakianos contra el reino y esta fue la razón por la que directamente sometió a la Iglesia a él, les dio tierras y patrocinó la construcción de nuevos monasterios e iglesias. El mensaje de los tondrakianos, sin embargo, continuó extendiéndose y sucesivos reyes armenios trabajarían para reprimir su expansión.

### Economía
El reino de los Bagratuni se basó esencialmente en dos economías: una, que se centraba en la agricultura basada en el feudalismo, y otra que se concentraba en el mercantilismo en las ciudades. Los campesinos (conocidos como ramiks) formaban la clase más baja en el estrato económico y se dedicaban en su mayoría a la cría de ganado y a la agricultura. Muchos de ellos no tenían tierras y vivían como arrendatarios y trabajaban como jornaleros o incluso como esclavos en las tierras que poseían los ricos magnates feudales. Los campesinos estaban obligados a pagar fuertes impuestos al gobierno y a la Iglesia apostólica armenia, además de a sus señores feudales. La mayoría de los campesinos se mantuvieron pobres y la masiva carga tributaria que soportaron algunas veces culminó en levantamientos campesinos que el estado se veía forzado a sofocar.
El reino bagrátida no acuñó ninguna moneda propia, y usó la moneda encontrada en Bizancio y el Califato árabe. El comercio ampliado entre Bizancio y el Califato estableció varias rutas comerciales que se extendieron por Armenia. La ruta más importante comenzaba desde Trebisonda, en Bizancio, y desde allí conectaba con las ciudades de Ani, Kars y Artsn. La ciudad de Kars permitió que el comercio se trasladara al norte, a los puertos del mar Negro y a Abjasia; otras rutas estaban conectadas a ciudades en Anatolia e Irán; y la ruta principal que conducía del Califato a la Rus de Kiev era conocida como la «Gran Carretera Armenia». Ani no se encontraba a lo largo de ninguna ruta comercial importante, pero debido a su tamaño, poder y riqueza, se convirtió en un centro comercio importante. cubo. Desde Ani, Armenia exportaba textiles, orfebrería, armaduras, joyas, caballos, ganado, sal, vino, miel, madera, cuero y pieles. Sus principales socios comerciales fueron el Imperio bizantino y los árabes, aunque también comerciaron con la Rus de Kiev y el Asia Central. Dvin, poblada por los armenios, siguió siendo una ciudad importante a la par de Ani, como muestra una vívida descripción del historiador y geógrafo árabe al-Mukadasi:

Dabil [Dvin] es una ciudad importante, en ella se encuentra una ciudadela inaccesible y grandes riquezas. Su nombre es antiguo, su tela es famosa, su río es abundante, está rodeado de jardines. La ciudad tiene suburbios, su fortaleza es confiable, sus plazas tienen forma de cruz, sus campos son maravillosos. La mezquita principal está en una colina y al lado de la mezquita está la iglesia ... Pero la ciudad es una ciudadela. Los edificios de los habitantes están hechos de arcilla o piedra. La ciudad tiene puertas principales como Bab ['Puerta']
Dabil [Dvin] is an important city, in it are an inaccessible citadel and great riches. Its name is ancient, its cloth is famous, its river is abundant, it is surrounded by gardens. The city has suburbs, its fortress is reliable, its squares are cross-shaped, its fields are wonderful. The main mosque is on a hill and next to the mosque is the church....By the city is a citadel. The buildings of the inhabitants are made of clay or stone. The city has main gates such as Bab ['Gate']-Keydar, Bab-Tiflis and Bab-Ani.

Dvin se hizo famosa en todo el mundo árabe por su producción de lana y seda y por la exportación de almohadas, alfombras, cortinas y fundas. Un pueblo llamado Artashat cerca de Dvin era un centro tan prominente para la producción de cochinilla armenia que recibió el nombre de vordan karmiri gyugh ('aldea del gusano rojo') por el distintivo tinte rojo que se derivaba de los insectos. La cochinilla y otros bienes armenios se encontraron ampliamente en todo el califato y, por su eminencia, los árabes se refirieron a ellos como "asfin al-Armani" ('productos armenios').

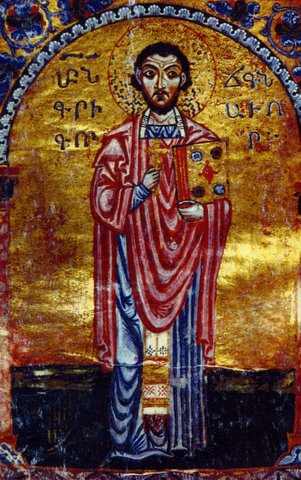
Un retrato de Grigor Narekatsi de un manuscrito iluminado de 1173

### Demografía

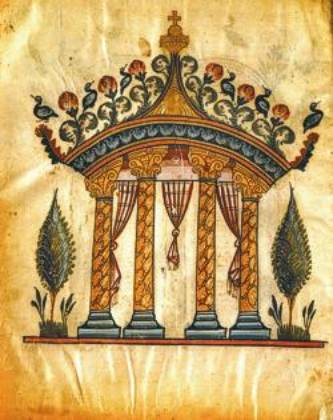
Un manuscrito iluminado de los Evangelios de Echmiadzín completado en 989

Durante el período de los Bagratuni, la gran mayoría de la población de Armenia permaneció armenia. Las fuentes árabes del siglo X dan fe de que las ciudades del valle del Araxes seguían siendo predominantemente armenias y cristianas, a pesar del dominio árabe musulmán. De hecho, el geógrafo árabe del siglo X Ibn Hawqal especificó que el armenio se usaba en Dvin y Najicheván. De todos modos, hubo una notable presencia musulmana en ciertas regiones de Armenia. Por ejemplo, la región meridional de Aghdznik estaba muy arabizada desde períodos anteriores de dominio musulmán. En la costa norte del lago de Van, en los siglos IX y X, también había una población musulmana considerable que consistía en árabes étnicos y más tarde dailamitas de Azerbaiyán.

### Arte y literatura
Las incursiones árabes y la invasión de Armenia, así como la devastación causada durante las Guerras árabo-bizantinas, habían reprimido en gran medida cualquier expresión de la cultura armenia en campos como la historiografía, la literatura y la arquitectura. Estas restricciones desaparecieron cuando se estableció el reino de los Bagratuni, dando paso a una nueva edad de oro de la cultura armenia.
La falta de una fuerte presencia árabe vio un aumento en el número de historiadores, que escribieron y documentaron las relaciones entre Armenia y otros países y describieron muchos eventos que tuvieron lugar desde el siglo VII hasta el siglo XI. Gracias al mecenazgo de reyes y nobles, los monasterios se convirtieron en centros de estudio y escritura de la literatura en todo el reino. El monasterio de Haghpat y el monasterio de Sanahin eran centros bien conocidos para el aprendizaje superior. Figuras notables en la literatura y la filosofía armenias durante este período fueron el místico Grigor Narekatsi y Grigor Magistros.
El arte de los manuscritos iluminados y de las miniaturas ilustradas también revivieron durante esta época. El período relativo de paz entre Bizancio y Armenia durante la segunda mitad del siglo X dio lugar a una gran interacción entre los artistas armenios y sus homólogos griegos. Los autores de manuscritos armenios tendían a acentuar el aspecto natural del cuerpo humano en las ilustraciones o a prescindir de él, y en cambio se concentraban en el aspecto de la decoración..
La arquitectura armenia durante la era de los Bagratuni fue especialmente prominente y «la mayoría de las iglesias supervivientes en la actual Armenia son de este período». La ciudad de Ani, situada en la importante intersección comercial entre bizantinos, árabes y comerciantes de otros países, creció a lo largo del siglo IX tanto comercial como culturalmente, ganando fama por sus "«40 puertas y 1001 iglesias». Las iglesias de este período se ampliaron a partir de los diseños del siglo VII; a menudo tenían una elevación más pronunciada, presentaban retratos de donantes en la ronda e incorporaban ideas de la arquitectura bizantina e islámica. Las iglesias armenias fueron construidas siempre en piedra y tenían techos abovedados que soportaban una cúpula esférica. Muchas iglesias y otras formas de arquitectura sufrieron el vandalismo o la destrucción directa después de las invasiones selyúcidas de los siglos XI y XII.